# フィルダム
フィルダム（英: filldam）は、ダムの型式の一つで、コンクリートを主体とするコンクリートダムとは異なり、天然の土砂や岩石を盛り立てて築いた構造物である。水を通さない材料を主体とする均一型フィルダム・水を通さない材料からなる層と、そうでない層を重ねるゾーン型フィルダム・水を通しやすい材料を主体とし、表面を水を通さない層で覆った表面遮水壁型フィルダムに大別される。このほか、土と岩石のいずれかで構成するかによってアースダム・ロックフィルダムと区別して呼ばれたりもする。ただし、材料を混成して築かれるものもあることから、両者の区分はあいまいであるとして、一括してフィルダムあるいはフィルタイプダム、もしくはエンバンクメントダム（英: embankment dam）と呼ばれることがある。
ダムを建設するにあたり、その地点（ダムサイト）の地盤が堅固でない、もしくは近傍からコンクリートの骨材が得られないといった理由でコンクリートダムの建設が困難な場合にフィルダムが検討される。ダム自体の体積（堤堆積）が大きいことから安定性があるが、越水（ダムから水があふれること）には弱い。したがってフィルダムを設計する際は、コンクリートダムよりも洪水処理能力に余裕を持たせることが必要とされる。

## 種類

### 均一型フィルダム
粒の細かい土を盛り立てたもので、全体を均一な土質材料としていることから均一型フィルダムという。その歴史は紀元前までさかのぼるといわれ、19世紀から20世紀にかけて欧米では土質力学の進歩があり、さらに大型建設機械の開発により、高さ300メートルのヌレクダム（タジキスタン）が実現するまでに至った。日本では土手（どて）・土堰堤（どえんてい）と呼ばれ、7世紀前半に築造された狭山池（大阪府）が最初とされる。この技術は日本各地に散在し、主に農業（かんがい）用水の確保を目的としたため池が築かれた。
アースダム（アースフィルダム）と呼ばれるものの大半は均一型フィルダムにあたるが、すべてを指すものではない。アースダムの中には内部を数個のゾーンに区分けし、それぞれ異なる性質の土質材料を用いたゾーン型アースダムがあり、特に粘土やコンクリート、アスファルトなどからなる心壁を内部に持ち、これによって水を遮るものは心壁型アースダムという。

### ゾーン型フィルダム

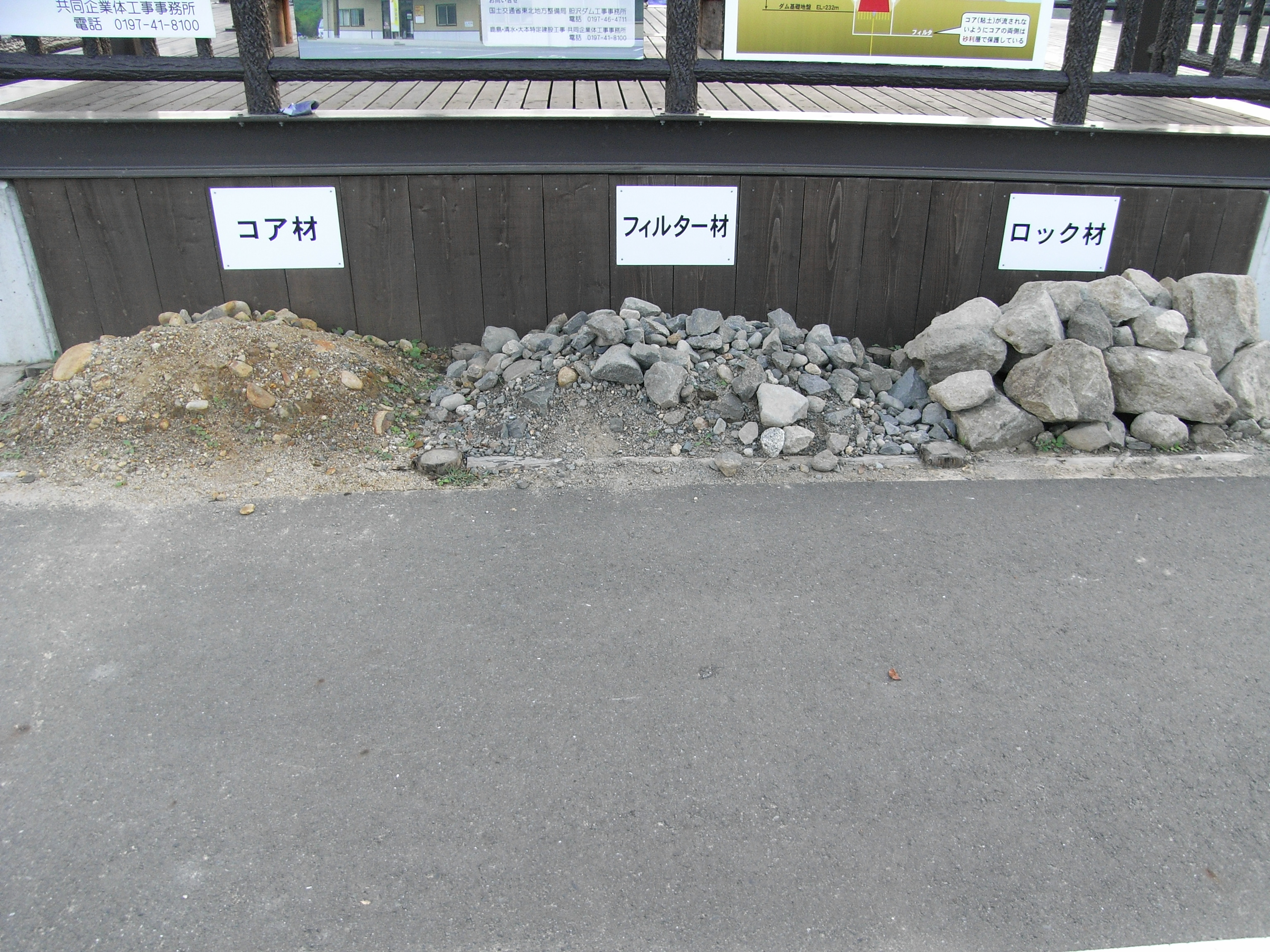
ゾーン型フィルダムの材料
（胆沢ダム）

ダム内部を数個のゾーンに区分けし、それぞれ水の通りやすさの度合いによって異なる材料を配置したもの。「水を通さない」不透水ゾーンを中心に、その上流側および下流側を「水を通しやすい」透水ゾーンで固めた構造をもつ。内部遮水壁型フィルダムともいう。
中心部の不透水ゾーンはコア（遮水壁）と呼ばれ、水をせき止めるものである。コアが基礎岩盤に対し垂直なものを中央コア型（中央遮水壁型）、上流側へ斜めに傾いているものを傾斜コア型（傾斜遮水壁型）という。前者は沈下（ダム垂直方向の変形）による影響が少なく、安全性が高いとして日本では施工例が多い。後者は表面遮水壁型フィルダムのコンクリートもしくはアスファルト遮水壁を土質材料によって代えたもので、それを透水性の保護層で覆ったものである。ロック材とコア材の盛り立てを同時に行う必要がある中央コア型に対し、傾斜コア型では独立してできるという利点もある。
不透水ゾーンには粒の細かい土を用いる。ダムをより高く築く場合は施工の容易さも重視されることから、これに加えて砂れきを1対1の割合で混合したものを用いる。土質材料以外にもコンクリートやアスファルトなどを用いることがある。
不透水ゾーンを中心に上流側および下流側には透水ゾーンが設けられる。透水ゾーンを構成する材料によって細分され、土を用いたものをゾーン型アースダム、周辺の山から採掘した岩石（ロック材）を用いたものをロックフィルダム、川に堆積した砂れき（グラベル材）を用いたものをグラベルフィルダムという。
不透水ゾーンと透水ゾーンとで材質が大きく異なる場合は、両者の間に半透水ゾーンを設ける。コア材の流出防止という役割を持ち、特にフィルターと呼ばる。材質は両者の中間にあたる砂や砂利を用いる。

### 表面遮水壁型フィルダム

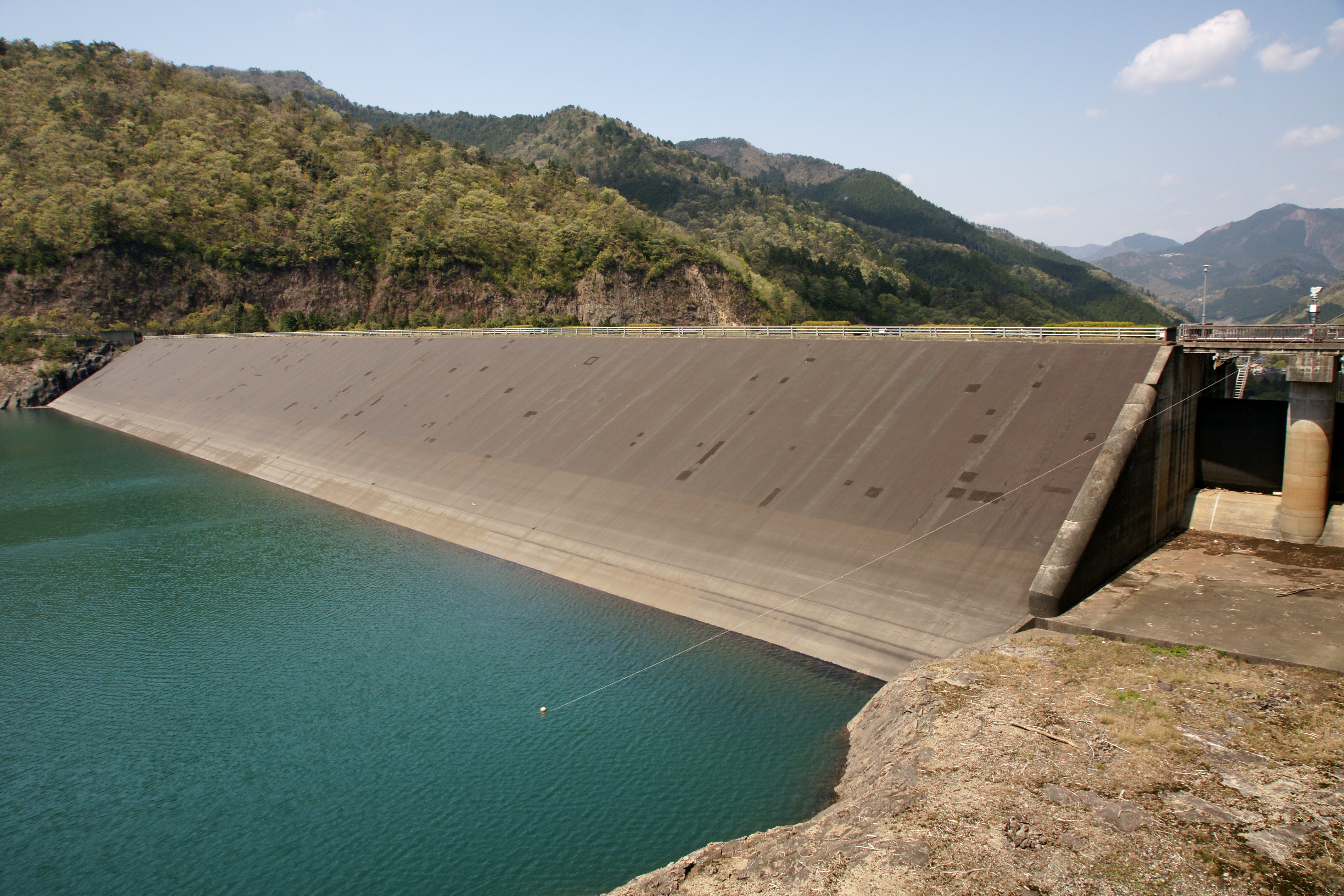
アスファルト表面遮水壁
（多々良木ダム）

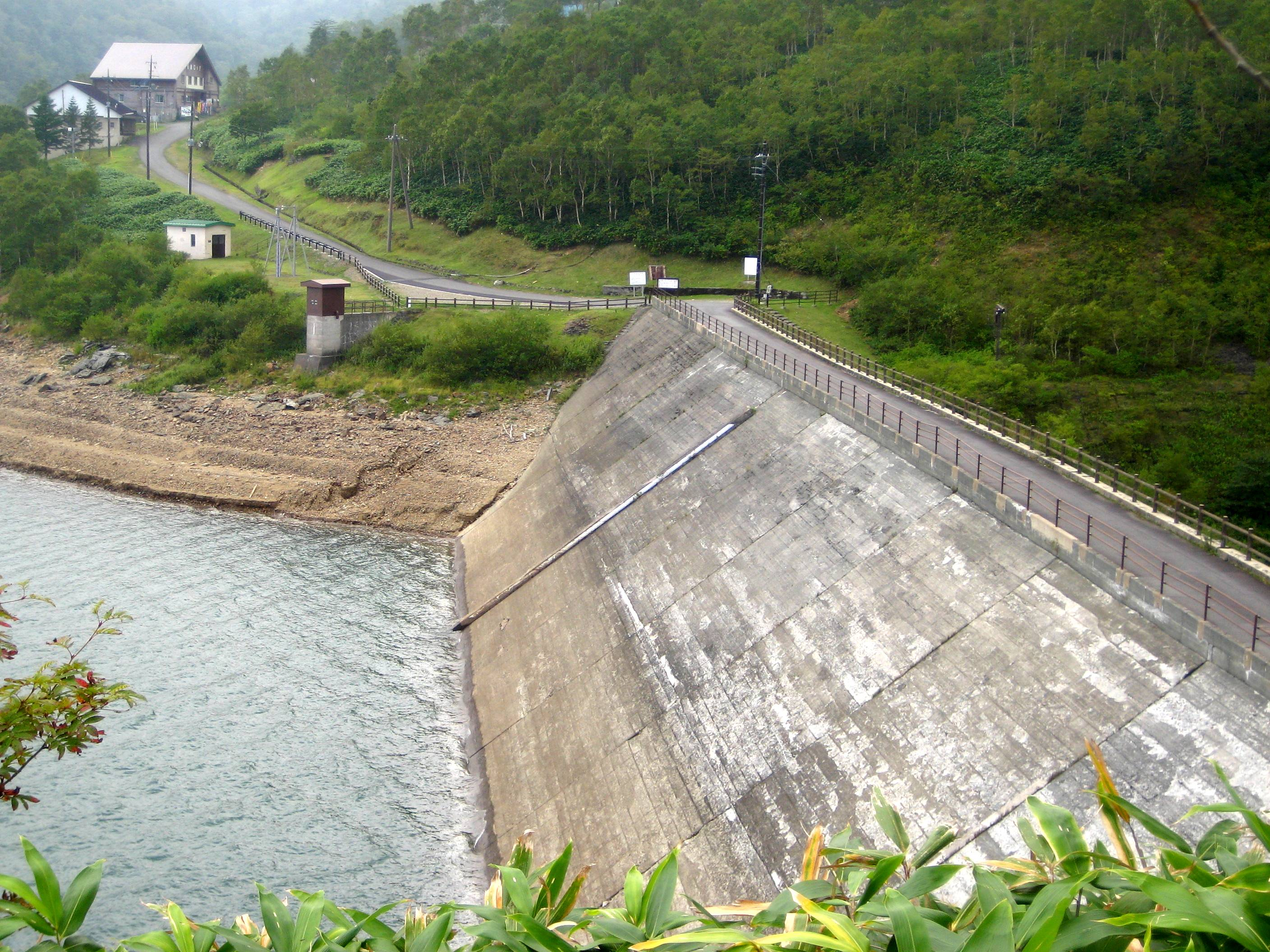
コンクリート表面遮水壁
（野反ダム）

岩石を盛り立てたのち、上流側一面を覆った遮水壁で水を遮るもの。フィルダムを建設するにあたり、周辺で良質のコア用土質材料が満足に得られない場合などに用いられる。水位の急激な変動にも強く、調整池式水力発電や揚水発電用のダムに適している。河道外の山中や台地を掘り下げ、湖底部分を遮水材料で覆って遮水する例もある。
遮水壁の材料としてはセメントコンクリートやアスファルトコンクリート、ゴムシートがあるが、中でも現在の主流はアスファルト表面遮水壁である。そのほか、コンクリート遮水壁は鉄筋コンクリートを用いたもので、アスファルト遮水壁の施工技術が確立されるまでは主としてこの工法によった。ゴムシート遮水壁は小規模なため池に用いられるにとどまる。
遮水壁は固いことから土質材料をコアとして用いたロックフィルダムに比べダム自体の変形による影響を受けやすい。ダムの変形としては沈下があり、ダムの大部分を占める岩石（ロック材）がダムの重みでつぶされ、徐々にダムの高さが落ちていくというものである。これがダム全体で一様でない場合を不等沈下という。一定の高さに盛り立てるごとにロードローラーなどを用いてならすことで、完成後の沈下を抑えることができる。
天端から湖底まで及ぶ遮水壁の点検や補修作業のため、一切の水が抜かれることがある。このため表面遮水壁型フィルダムの多くは底部に排水路を設けている。